# 20D/Вестфаля
Комета Вестфаля (20D/Westphal) — короткопериодическая комета типа Галлея, которая была открыта 24 июля 1852 года немецким астрономом Юстусом Вестфалем в созвездии Кита. Он описал её как яркую туманность несколько угловых минут в поперечнике. Комета обладает довольно длительным периодом обращения вокруг Солнца — чуть менее 61,9 года.
- Орбита кометы Вестфаля и её положение в Солнечной системе

## История наблюдений
Несколько дней после открытия наблюдению кометы мешала Луна и лишь с 10 августа комета вновь стала доступной для наблюдений. За пару месяцев наблюдений комета заметно увеличила яркость и к 4 октября стала различима невооружённым глазом, а её хвост достигал 40 угловых минут в длину. 5 октября она прошла в двух градусах от северного полюса эклиптики. На тот момент комета ещё продолжала двигаться к Солнцу, но уже удалялась от Земли. 11 октября наблюдатели сообщили о появлении струи газа, который в дополнение к основному хвосту исходил из ядра кометы и простирался примерно на 1 угловую минута. К началу ноября комета прошла перигелий и по мере удаления от Солнца и Земли начала быстро терять яркость. К первой половине января лишь немногим наблюдателям удавалось продолжать следить за кометой. Последний раз комету удалось обнаружить 9 февраля. Следует отметить, что на качество наблюдений сильно влиял лунный свет, который периодически делал обнаружение кометы невозможным. Используя позиции кометы за период с 28 июля по 18 сентября астрономы рассчитали первую эллиптическую орбиту, согласно которой комета прошла перигелий 13 октября, а её период обращения должен был располагаться между 60,0 и 60,7 годами.
Следующее возвращение кометы произошло в 1913 году. Долгое время поиски кометы были безрезультатны, пока 27 сентября 1913 года она случайно не была обнаружена аргентинским астрономом Пабло Делаваном (нем. Pablo Delavan) в обсерватории Ла-Плата вблизи звезды омикрон Водолея. Он описал её как диффузный объект 7,0 m звёздной величины круглой формы без центральной конденсации. Полученные новые данные о положении кометы позволили уточнить период обращения, который оказался равен 61,2 года. К наблюдению кометы быстро подключились многие астрономы со всего мира, но против их ожиданий комета начала быстро тускнеть, а после 5 ноября была потеряна окончательно. Следующее возвращение должно было состояться в 1976 году, но обнаружить её в тот год так и не удалось и комета перешла в разряд потерянных. 
Анализ движения кометы показал, что за исключением двух относительно близких сближений с Землёй в 1852 и 1913 годах, комета больше не сближалась с другими планетами настолько, чтобы они могли повлиять на её орбиту. Очередное возвращение кометы должно состояться 4 мая 2038 года.